# Política da Arábia Saudita
A Arábia Saudita é um Estado islâmico organizado em uma monarquia absoluta na qual o rei é o chefe do estado e o chefe de governo. Desde a fundação da Arábia Saudita em 1932, os monarcas são da Casa de Saud. Apesar de ter uma constituição, o país oficialmente segue o Alcorão e implementa a Xaria.
Muitos críticos do governo saudita afirmam que o país é um Estado totalitário e tem mostrado um profundo desprezo pelos direitos humanos. Porém, devido à pressões internacionais vem diminuindo o rigor do seu regime absolutista. Pela forma de organização do Estado saudita, não há a presença de um Poder Legislativo, o que faz do país um dos únicos com essa característica, o outro sendo o Vaticano.

## Constituição
A Arábia Saudita é uma monarquia absoluta, apesar de que de acordo com a Lei Básica adotada por decreto real em 1992, o rei deve cumprir com a Sharia e o Corão. O Corão e a Suna são tidos como a base constitucional do país. Não há uma carta constitucional redigida e aprovada e estas duas leis sagradas permanecem sujeitas à interpretação pelos ulemás.

## Governo nacional
O governo da Arábia Saudita é atualmente liderado pelo monarca, Rei Salman, desde sua ascensão ao trono em 23 de janeiro de 2015. O país não permite eleições ou organizações partidárias e, de acordo com o Índice de Democracia da revista britânica The Economist, o governo saudita é o 7º regime mais autoritário entre 167 nações pesquisadas.

### Monarquia
A Lei Básica da Arábia Saudita especifica que o rei deve ser escolhido dentre os filhos de Abdul Aziz Al Saud, o primeiro monarca e a quem o país deve seu nome, e seus descendentes masculinos - sujeitos à aprovação subsequente dos líderes religiosos (os ulemás). Em 2007, foi criado um Conselho de Aliança, consistindo dos filhos ainda vivos de Saud e os herdeiros de cada filho já falecido, visando determinar o herdeiro aparente ao trono. O atual Príncipe-herdeiro saudita é Mohammad bin Salman.
A figura do monarca compreende as incumbências legislativas, executivas e judiciárias, sendo que os decretos reais compõem a base legislativa do país. O rei também atua como chefe de governo e preside o Conselho de Ministros (Majlis al-Wuzarāʾ), composto pelo primeiro e segundo vice-primeiros-ministros e outros 23 ministros - dos quais cinco são ministros de Estado. O rei nomeia os membros do Conselho, que é responsável pelas questões de administração nacional, bem como pela política externa através de diversas agências ministeriais. O monarca é responsável ainda pela criação da Assembleia Consultativa, que pode vir a propor medidas legislativas, mas sem exercer poder.
Apesar de ser, teoricamente, uma monarquia absoluta, a maior parte das decisões políticas são tomadas fora do sistema governamental e não somente pelo monarca. Decisões se dão através do estabelecimento de um consenso entre a família real (composta pelos vários descendentes de Ibn Saud). Além disto, as visões de importantes membros da sociedade saudita, incluindo os ulemás (estudiosos religiosos), xeques e líderes de clãs proeminentes, são de grande peso nos rumos políticos do país.
Em uma monarquia absoluta, a personalidade e visão política do monarca reinante afetam política e sociedade sauditas mais do que em qualquer outro país da região. Rei Saud, que ascendeu ao trono em 1953, foi considerado ineficiente e extravagante, levando a uma crise política e econômica que culminou na sua abdicação forçada em 1964. Foi sucedido no trono por Rei Faisal, um "modernizador" que favoreceu a economia, tecnologia e progresso das instituições públicas, porém manteve-se conservador em questões políticas e religiosas; encabeçou o desenvolvimento econômico e burocrático do país na década de 1970, mas também realizou concessões às lideranças religiosas e abandonou planos de ampliar a participação política. Em 1975, Khalid ascendeu ao trono, mas deixou as principais direções do governo nas mãos de seu príncipe-herdeiro, Fahd, que o sucedeu como rei em 1982. 